# Internazionali d'Italia di tennis (doppio femminile)
Questo è un elenco delle finali del doppio femminile degli Internazionali d'Italia. La britannica Virginia Wade detiene il record di vittoria nella disciplina con quattro titoli vinti.
| Edizione  | Categoria                                | Vincitrici                                    | Finaliste                                          | Risultato           |
| --------- | ---------------------------------------- | --------------------------------------------- | -------------------------------------------------- | ------------------- |
| 1930      | Tornei di tennis femminili               | Lilí de Álvarez Lucia Valerio                 | Leyla Claude-Anet Arlette Neufeld                  | 7–5, 5–7, 7–5       |
| 1931      | Tornei di tennis femminili               | Anna Luzzatti Rosetta Gagliardi               | Dorothy Andrus Lucia Valerio                       | 6–3, 1–6, 6–3       |
| 1932      | Tornei di tennis femminili               | Lolette Payot Colette Rosambert               | Dorothy Andrus (2) Lucia Valerio (2)               | 7–5, 6–3            |
| 1933      | Tornei di tennis femminili               | Ida Adamoff Dorothy Andrus                    | Elizabeth Ryan Lucia Valerio (3)                   | 6–3, 1–6, 6–4       |
| 1934      | Tornei di tennis femminili               | Helen Hull Jacobs Elizabeth Ryan              | Ida Adamoff Dorothy Andrus (2)                     | 7–5, 9–7            |
| 1935      | Tornei di tennis femminili               | Evelyn Dearman Nancy Lyle                     | Cilly Aussem Elizabeth Ryan                        | 6–2, 6–4            |
| 1936-1949 | Non disputato                            | Non disputato                                 | Non disputato                                      | Non disputato       |
| 1950      | Tornei di tennis femminili               | Jean Quertier Jean Walker-Smith               | Betty Hilton Kay Tuckey                            | 1–6, 6–3, 6–2       |
| 1951      | Tornei di tennis femminili               | Shirley Fry Doris Hart                        | Louise Brough Thelma Coyne Long                    | 6–1, 7–5            |
| 1952      | Tornei di tennis femminili               | Nell Hopman Thelma Coyne Long (1)             | Nicla Migliori Vittoria Tonolli                    | 6–2, 6–8, 6–1       |
| 1953      | Tornei di tennis femminili               | Maureen Connolly Julia Sampson                | Shirley Fry Doris Hart                             | 6–8, 6–4, 6–4       |
| 1954      | Tornei di tennis femminili               | Patricia Ward (1) Elaine Watson               | Nelly Adamson Ginette Bucaille                     | 3–6, 6–3, 6–4       |
| 1955      | Tornei di tennis femminili               | Christiane Mercelis Patricia Ward (2)         | Fay Muller Beryl Penrose                           | 6–4, 10–8           |
| 1956      | Tornei di tennis femminili               | Mary Hawton (1) Thelma Coyne Long (2)         | Angela Buxton Darlene Hard                         | 6–4, 6–8, 9–7       |
| 1957      | Tornei di tennis femminili               | Mary Hawton (2) Thelma Coyne Long (3)         | Yola Ramírez Rosie Reyes                           | 6–1, 6–1            |
| 1958      | Tornei di tennis femminili               | Shirley Bloomer Christine Truman              | Mary Hawton Thelma Coyne Long (2)                  | 6–3, 6–2            |
| 1959      | Tornei di tennis femminili               | Yola Ramírez (1) Rosie Reyes                  | Maria Bueno Janet Hopps                            | 4–6, 6–4, 6–4       |
| 1960      | Tornei di tennis femminili               | Margaret Hellyer Yola Ramírez (2)             | Shirley Bloomer Brasher Ann Haydon                 | 6–4, 6–4            |
| 1961      | Tornei di tennis femminili               | Jan Lehane Lesley Turner (1)                  | Mary Carter Reitano Margaret Smith                 | 2–6, 6–1, 6–1       |
| 1962      | Tornei di tennis femminili               | Maria Bueno Darlene Hard                      | Silvana Lazzarino Lea Pericoli                     | 6–4, 6–4            |
| 1963      | Tornei di tennis femminili               | Robyn Ebbern Margaret Smith (1)               | Silvana Lazzarino (2) Lea Pericoli (2)             | 6–2, 6–3            |
| 1964      | Tornei di tennis femminili               | Margaret Smith (2) Lesley Turner (2)          | Silvana Lazzarino (3) Lea Pericoli (3)             | 6–1, 6–2            |
| 1965      | Tornei di tennis femminili               | Madonna Schacht Annette Van Zyl (1)           | Silvana Lazzarino (4) Lea Pericoli (4)             | 2–6, 6–2, 12–10     |
| 1966      | Tornei di tennis femminili               | Norma Baylon Annette Van Zyl (2)              | Ann Haydon-Jones Elizabeth Starkie                 | 6–3, 1–6, 6–2       |
| 1967      | Tornei di tennis femminili               | Rosemary Casals (1) Lesley Turner (3)         | Silvana Lazzarino (5) Lea Pericoli (5)             | 7–5, 7–5            |
| 1968      | Tornei di tennis femminili               | Margaret Smith Court (3) Virginia Wade (1)    | Annette Van Zyl du Plooy Patricia Walkden          | 6–2, 7–5            |
| 1969      | Tornei di tennis femminili               | Françoise Dürr Ann Haydon-Jones               | Rosemary Casals Billie Jean King                   | 6–3, 3–6, 6–2       |
| 1970      | Tornei di tennis femminili indipendenti  | Rosemary Casals (2) Billie Jean King          | Françoise Dürr Virginia Wade                       | 6–2, 3–6, 9–7       |
| 1971      | Tornei di tennis femminili indipendenti  | Helga Niessen Masthoff Virginia Wade (2)      | Lesley Turner Bowrey Helen Gourlay                 | 5–7, 6–2, 6–2       |
| 1972      | Women's International Grand Prix         | Lesley Hunt Ol'ga Morozova (1)                | Gail Sherriff Chanfreau Rosalba Vido               | 6–3, 6–4            |
| 1973      | Women's International Grand Prix         | Ol'ga Morozova (2) Virginia Wade (3)          | Martina Navrátilová Renáta Tomanová                | 3–6, 6–2, 7–5       |
| 1974      | Women's International Grand Prix         | Chris Evert (1) Ol'ga Morozova (3)            | Helga Niessen Masthoff Heide Orth                  | Ritiro              |
| 1975      | Women's International Grand Prix         | Chris Evert (2) Martina Navrátilová (1)       | Sue Barker Glynis Coles                            | 6–1, 6–2            |
| 1976      | Women's International Grand Prix         | Linky Boshoff Ilana Kloss                     | Virginia Ruzici Mariana Simionescu                 | 6–1, 6–2            |
| 1977      | WTA Tour                                 | Brigette Cuypers Marise Kruger                | Bunny Bruning Sharon Walsh                         | 3–6, 7–5, 6–2       |
| 1978      | WTA Tour                                 | Mima Jaušovec Virginia Ruzici (1)             | Florența Mihai Betsy Nagelsen                      | 6–2, 2–6, 7–5       |
| 1979      | WTA Tour                                 | Betty Stöve Wendy Turnbull                    | Evonne Goolagong Kerry Melville Reid               | 6–3, 6–4            |
| 1980      | Nessun circuito                          | Hana Mandlíková Renáta Tomanová               | Ivanna Madruga Adriana Villagrán                   | 6–4, 6–4            |
| 1981      | Nessun circuito                          | Candy Reynolds Paula Smith                    | Chris Evert Virginia Ruzici (2)                    | 7–5, 6–1            |
| 1982      | Nessun circuito                          | Kathleen Horvath Yvonne Vermaak               | Billie Jean King (2) Ilana Kloss                   | 2–6, 6–4, 7–6       |
| 1983      | Nessun circuito                          | Virginia Ruzici (2) Virginia Wade (4)         | Ivanna Madruga Catherine Tanvier                   | 6–3, 2–6, 6–1       |
| 1984      | Nessun circuito                          | Iva Budařová Helena Suková                    | Kathleen Horvath Virginia Ruzici (3)               | 7–6, 1–6, 6–4       |
| 1985      | Nessun circuito                          | Sandra Cecchini Raffaella Reggi               | Patrizia Murgo Barbara Romano                      | 1–6, 6–4, 6–3       |
| 1986      | Non disputato                            | Non disputato                                 | Non disputato                                      | Non disputato       |
| 1987      | Virginia Slims World Championship Series | Martina Navrátilová (2) Gabriela Sabatini     | Claudia Kohde Kilsch Helena Suková                 | 6–4, 6–1            |
| 1988      | Tier IV                                  | Jana Novotná Catherine Suire                  | Jenny Byrne Janine Tremelling                      | 6–3, 4–6, 7–5       |
| 1989      | Tier II                                  | Elizabeth Smylie Janine Tremelling            | Manon Bollegraf Mercedes Paz                       | 6–4, 6–3            |
| 1990      | Tier I                                   | Helen Kelesi Monica Seles (1)                 | Laura Garrone Laura Golarsa                        | 6–3, 6–4            |
| 1991      | Tier I                                   | Jennifer Capriati Monica Seles (2)            | Nicole Bradtke Elna Reinach                        | 7–5, 6–2            |
| 1992      | Tier I                                   | Monica Seles (3) Helena Suková (2)            | Katerina Maleeva Barbara Rittner                   | 6–1, 6–2            |
| 1993      | Tier I                                   | Jana Novotná (2) Arantxa Sánchez Vicario (1)  | Mary Joe Fernández Zina Garrison                   | 6–4 6–2             |
| 1994      | Tier I                                   | Mary Joe Fernández (1) Nataša Zvereva         | Gabriela Sabatini Brenda Schultz                   | 6–1, 6–3            |
| 1995      | Tier I                                   | Mary Joe Fernández (2) Nataša Zvereva (2)     | Conchita Martínez Patricia Tarabini                | 4–6, 7–6(3), 6–4    |
| 1996      | Tier I                                   | Arantxa Sánchez Vicario (2) Irina Spîrlea     | Gigi Fernández Martina Hingis                      | 6–4, 3–6, 6–3       |
| 1997      | Tier I                                   | Nicole Arendt Manon Bollegraf                 | Conchita Martínez (2) Patricia Tarabini (2)        | 6–2, 6–4            |
| 1998      | Tier I                                   | Virginia Ruano (1) Paola Suárez (1)           | Amanda Coetzer Arantxa Sánchez Vicario             | 7–6(1), 6–4         |
| 1999      | Tier I                                   | Martina Hingis (1) Anna Kurnikova             | Alexandra Fusai Nathalie Tauziat                   | 6–2, 6–2            |
| 2000      | Tier I                                   | Lisa Raymond Rennae Stubbs                    | Arantxa Sánchez Vicario (2) Magüi Serna            | 6–3, 4–6, 6–2       |
| 2001      | Tier I                                   | Cara Black (1) Elena Lichovceva               | Paola Suárez Patricia Tarabini (3)                 | 6–1, 6–1            |
| 2002      | Tier I                                   | Virginia Ruano Pascual (2) Paola Suárez (2)   | Conchita Martínez (3) Patricia Tarabini (4)        | 6–3, 6–4            |
| 2003      | Tier I                                   | Svetlana Kuznecova Martina Navrátilová (3)    | Jelena Dokić Nadia Petrova                         | 6–4, 5–7, 6–2       |
| 2004      | Tier I                                   | Nadia Petrova Meghann Shaughnessy             | Virginia Ruano Pascual Paola Suárez (2)            | 2–6, 6–3, 6–3       |
| 2005      | Tier I                                   | Cara Black (2) Liezel Huber                   | Marija Kirilenko Anabel Medina Garrigues           | 6–0, 4–6, 6–1       |
| 2006      | Tier I                                   | Daniela Hantuchová Ai Sugiyama                | Květa Peschke Francesca Schiavone                  | 3–6, 6–3, 6–1       |
| 2007      | Tier I                                   | Nathalie Dechy Mara Santangelo                | Tathiana Garbin Roberta Vinci                      | 6–4, 6–1            |
| 2008      | Tier I                                   | Yung-Jan Chan Chia-Jung Chuang                | Iveta Benešová Janette Husárová                    | 7–6(5), 6–3         |
| 2009      | Premier 5                                | Hsieh Su-wei (1) Peng Shuai (1)               | Daniela Hantuchová Ai Sugiyama                     | 7–5, 7–6(5)         |
| 2010      | Premier 5                                | Gisela Dulko Flavia Pennetta                  | Nuria Llagostera Vives María José Martínez Sánchez | 6–4, 6–2            |
| 2011      | Premier 5                                | Peng Shuai (2) Zheng Jie                      | Vania King Jaroslava Švedova                       | 6–2, 6–3            |
| 2012      | Premier 5                                | Sara Errani (1) Roberta Vinci                 | Ekaterina Makarova Elena Vesnina                   | 6–2, 7–5            |
| 2013      | Premier 5                                | Hsieh Su-wei (2) Peng Shuai (3)               | Sara Errani Roberta Vinci                          | 4–6, 6–3, [10–8]    |
| 2014      | Premier 5                                | Květa Peschke Katarina Srebotnik              | Sara Errani (2) Roberta Vinci (2)                  | 4–0 rit.            |
| 2015      | Premier 5                                | Tímea Babos Kristina Mladenovic               | Martina Hingis (2) Sania Mirza                     | 6–4, 6–3            |
| 2016      | Premier 5                                | Martina Hingis (2) Sania Mirza                | Ekaterina Makarova (2) Elena Vesnina (2)           | 6–1, 6(5)–7, [10–3] |
| 2017      | Premier 5                                | Chan Yung-jan (2) Martina Hingis (3)          | Ekaterina Makarova (3) Elena Vesnina (3)           | 7–5, 7–6(4)         |
| 2018      | Premier 5                                | Ashleigh Barty (1) Demi Schuurs               | Andrea Sestini Hlaváčková Barbora Strýcová         | 6–3, 6–4            |
| 2019      | Premier 5                                | Viktoryja Azaranka Ashleigh Barty (2)         | Anna-Lena Grönefeld Demi Schuurs                   | 4–6, 6–0, [10–3]    |
| 2020      | Premier 5                                | Hsieh Su-wei (3) Barbora Strýcová             | Anna-Lena Friedsam Ioana Raluca Olaru              | 6–2, 6–2            |
| 2021      | WTA 1000                                 | Sharon Fichman Giuliana Olmos                 | Kristina Mladenovic Markéta Vondroušová            | 4–6, 7–5, [10–5]    |
| 2022      | WTA 1000                                 | Veronika Kudermetova Anastasija Pavljučenkova | Gabriela Dabrowski Giuliana Olmos                  | 1–6, 6–4, [10–7]    |
| 2023      | WTA 1000                                 | Storm Hunter Elise Mertens                    | Coco Gauff Jessica Pegula                          | 6–4, 6–4            |
| 2024      | WTA 1000                                 | Sara Errani (2) Jasmine Paolini (1)           | Coco Gauff (2) Erin Routliffe                      | 6-3, 4-6, [10-8]    |
| 2025      | WTA 1000                                 | Sara Errani (3) Jasmine Paolini (2)           | Veronika Kudermetova Elise Mertens                 | 6-4, 7-5            |